# James Hodge (Diplomat)
Sir James William Hodge, KCVO, CMG (* 24. Dezember 1943) ist ein ehemaliger britischer Diplomat.

## Leben
James William Hodge absolvierte nach dem Schulbesuch ein Studium an der University of Edinburgh und begann seine berufliche Laufbahn 1966 als Mitarbeiter des Ministeriums für Beziehungen zum Commonwealth of Nations (Commonwealth Relations Office). Am 12. Januar 1970 trat er in den diplomatische Dienst (HM Diplomatic Service) ein und fand danach zahlreiche Verwendungen an Auslandsvertretungen sowie im Außenministerium (Foreign and Commonwealth Office). Er war zwischen 1982 und 1986 Botschaftsrat für Handelsangelegenheiten (Commercial Counsellor) an der Botschaft in Japan sowie anschließend von 1986 bis 1990 Botschaftsrat und Kanzler (Head of Chancery) der Botschaft in Dänemark. Nach seiner Rückkehr war er zwischen 1990 und 1994 im Außenministerium Leiter des Referats Sicherheit (Head of Security Department, Foreign and  Commonwealth Office).
1995 wurde Hodge Gesandter an der Botschaft in der Volksrepublik China und verblieb dort bis 1996. Für seine Verdienste wurde er am 15. Juni 1996 Companion des Order of St Michael and St George (CMG). 1996 wurde er als Nachfolger von Christian Adams Botschafter in Thailand und bekleidete diese Funktion bis 2000, woraufhin Barney Smith seine Nachfolge antrat. Zugleich war er in dieser Funktion auch als nicht-residierender Botschafter in Laos akkreditiert. Am 30. Oktober 1996 wurde er zum Knight Commander des Royal Victorian Order (KCVO) geschlagen und führte seither den Namenszusatz „Sir“. Zuletzt löste er im Juni 2000 Robert Andrew Burns als Generalkonsul in Hongkong ab und hatte diese Funktion bis zu seinem Eintritt in den Ruhestand im November 2003 inne, woraufhin Stephen Edward Bradley sein Nachfolger wurde.
Nach seinem Eintritt in den Ruhestand war Sir James Hodge zwischen 2007 und 2019 Vorsitzender der Society of Pension Professionals.